# Andrea Kékesy
Andrea Kékesy (Budapest, Hungría; 17 de septiembre de 1926 – 10 de diciembre de 2024) fue una patinadora artística húngara.

## Resultados

### Individual
| Internacional      | Internacional | Internacional |
| Evento             | 1948          | 1949          |
| ------------------ | ------------- | ------------- |
| Campeonato Mundial | 9°            |               |
| Campeonato Europeo | 7°            | 10°           |

### Parejas
Su compañero fue Ede Király, con quien llegó a ser campeona mundial y europea.
| Internacional                | Internacional | Internacional | Internacional | Internacional |
| Evento                       | 1944          | 1947          | 1948          | 1949          |
| ---------------------------- | ------------- | ------------- | ------------- | ------------- |
| Juegos Olímpicos de Invierno |               |               | 2°            |               |
| Campeonato Mundial           |               |               | 2°            | 1°            |
| Campeonato Europeo           |               |               | 1°            | 1°            |
| Nacional                     |               |               |               |               |
| Campeonato Nacional          | 1°            | 1°            | 1°            | 1°            |